# Deductief systeem
Een deductief systeem - dat ook wel het deductieve apparaat van een formeel systeem wordt genoemd -  is in de systeemtheorie een reeks axioma's en/of een axiomaschema met behulp waarvan theorema's worden afgeleid als formeel bewijs. De bedoeling is dat de deductieve kwaliteiten van goedgevormde formules met behulp van een deductief systeem worden behouden. Waarheid is in dit verband de kwaliteit die meestal centraal staat, maar in de modale logica kunnen andere kwaliteiten zoals rechtvaardiging en geloof centraal staan.
Een deductief apparaat moet altijd definieerbaar zijn zonder dat een beroep wordt gedaan op de bedoelde interpretatie van een (formele) taal. Elk klein onderdeel van (bijvoorbeeld wiskundig) bewijs moet een logisch gevolg zijn van de voorafgaande regel. Interpretatie mag dus niet bepalend zijn voor de deductieve aard van het systeem.